# سار (کاشان)
سار ، روستایی از توابع بخش نیاسر شهرستان کاشان در استان اصفهان است. این روستای کوهستانی و ییلاقی در ارتفاع ۱۸۰۰ متری از سطح دریا، در ۴۶ کیلومتری شمال غرب شهرستان کاشان واقع شده‌است.

## جمعیت
این روستا در دهستان کوه دشت قرار دارد و براساس سرشماری مرکز آمار ایران در سال ۱۳۹۵ جمعیت آن ۳۷۰نفر (۱۳۲خانوار) بوده‌است.

## معرفی سار
این روستا در منتهی‌الیه جاده از طریق راوند به سه راه برزآباد و به سمت گردنه سار قرار دارد. روستای سار از چند منطقه درب حسینیه، چالومپا، پاچنار، موچمواز، میرآب، میون ده، سرقلعه، پشت قلعه، سرکمر، گله سنگین، بامیر، همزر، لاسمپا، سلمچ، حسین‌آباد، جمال‌آباد و دشت وادقان تشکیل شده‌است.

### گلاب‌گیری
فصل گل و گلاب‌گیری همانند اکثر روستاهای کاشان در اردیبهشت است. اهالی گل‌های محمدی را در چاچب‌های خود جمع کرده و به کارگاه‌های گلاب‌گیری در سطح روستا می‌آورند. پس از مخلوط کردن گل‌ها با آب و جوشاندن آن، عصاره آن را در ظرف‌هایی جمع کرده و در شیشه‌هایی بسته‌بندی و برچسب زده و به بازار روانه می‌کنند.

### محصولات
صنایع‌دستی سار شامل قالیبافی است و فرش‌هایی با طرح کاشان در این روستا تولید می‌شود. عسل از محصولات این روستا است. محصولات کشاورزی سار شامل گردو، بادام، توت، گوجه‌سبز، زردآلو و گیلاس می‌باشد.

### تأسیسات زیربنایی
سد بتونی و مخزنی سار در سال ۱۳۸۰ توسط اهالی و جهاد سازندگی کاشان به منظور جمع‌آوری سیلاب‌های فصلی، ساخته شده‌است. سار ۲ قنات میرآب و درکوره - در قنات و جمال‌آباد و همزر هر کدام دارای قنات مختص خود هستند.

### بازی‌های محلی
همچنین بازی‌های محلی سار شامل پل و چفتو، آبده، هفت‌سنگ می‌باشد.

### اماکن فرهنگی
مرقد شاهزاده عبدالله فرزند زین العابدین در مرکز روستا قرار دارد.

## تاریخ سار
از نگاه عبدالرحیم ابن محمد ابراهیم ضرابی قریه سار در دوره قاجار ۹۶ خانه و ۳۰۹ نفر نفوس داشته و یک باب حمام و یک باب مسجد نیز داشته‌است
از نگاه رزم آرا تاریخ‌نگار دیگر دوره قاجاریه سار sar ده منشعب از دهستان نیاسر بخش قمصر شهرستان کاشان است که در ۶۷ درجه شمال باختری و در ۱۶ کیلومتر باختر راه شوسه کاشان به قم است.
سار کوهستانی سردسیر و ۶۰۰ نفر سکنه - شیعه مذهب زبان فارسی و سه رشته قنات دارد - محصولات غلات و میوه جات و شغل مردم زراعت و گله داری است. از صنایع دستی زنان می‌توان از قالیبافی نام برد. راه مالرو نیز دارد.

## مزرعه همزر
عبدالرحیم ابن محمد ضرابی تاریخ‌نگار عصر قاجاریه در کتاب تاریخ کاشان نوشته‌است. و رودخانه هشتم همزر است و آن چنان است که از کوه‌های مزرعه اکبر آباد که آن طرفش رودخانه وصف و شاه اسمعیل و بلوکات قم است الی دهنه رودخانه مزبوره همه رودخانه‌ها هم وصل می‌شوند و سیل بزرگی برخواسته و سراشیب از مزرعه همزر گذشته و سر به به جلگه و همواری کاشان می‌گذارد. این آب از وسط مزرعه همزر که متعلق به اهالی سار است گذشته و در انتها به قریه مشکان و نصرآباد رسیده و وارد کویر و دریای نمک می‌شود.

## نگارخانه

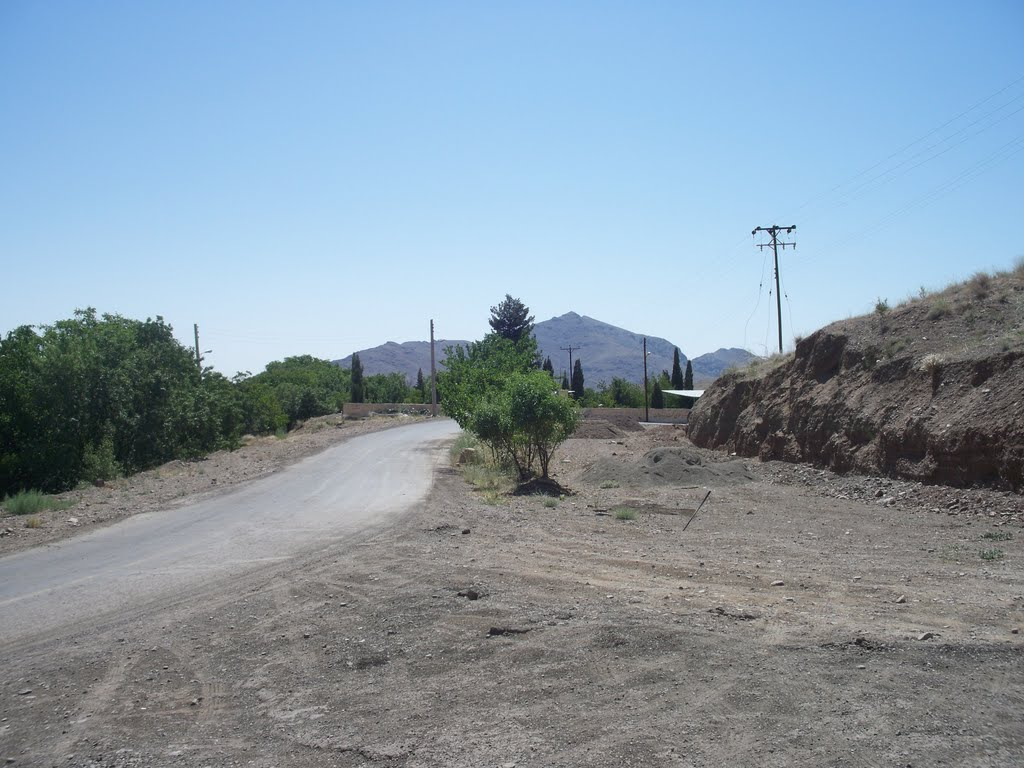
منظره کوه شیرکه از پشت مور مزار
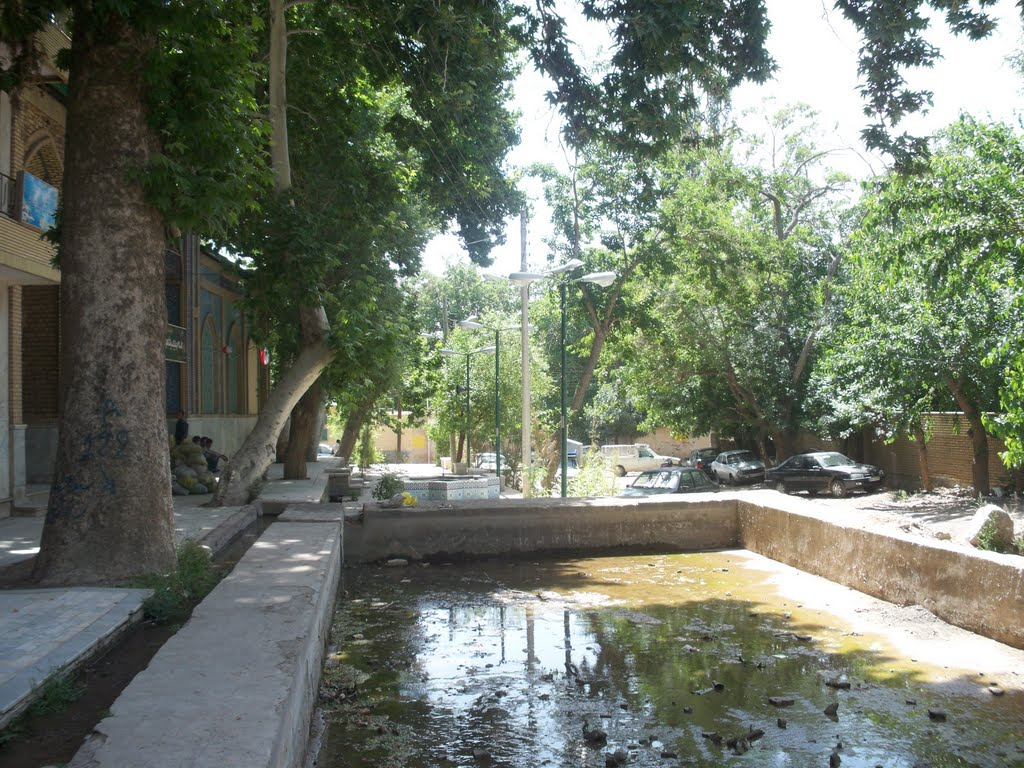
درب حسینیه و چنار ۲۰۰ ساله سار
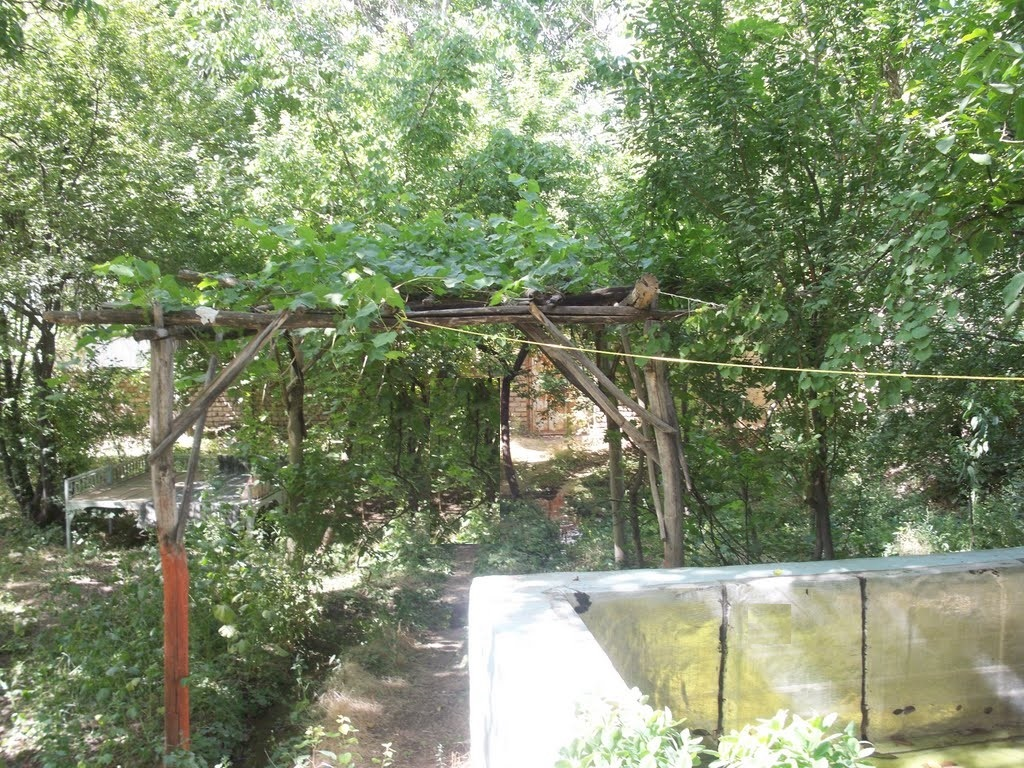
باغی در سار
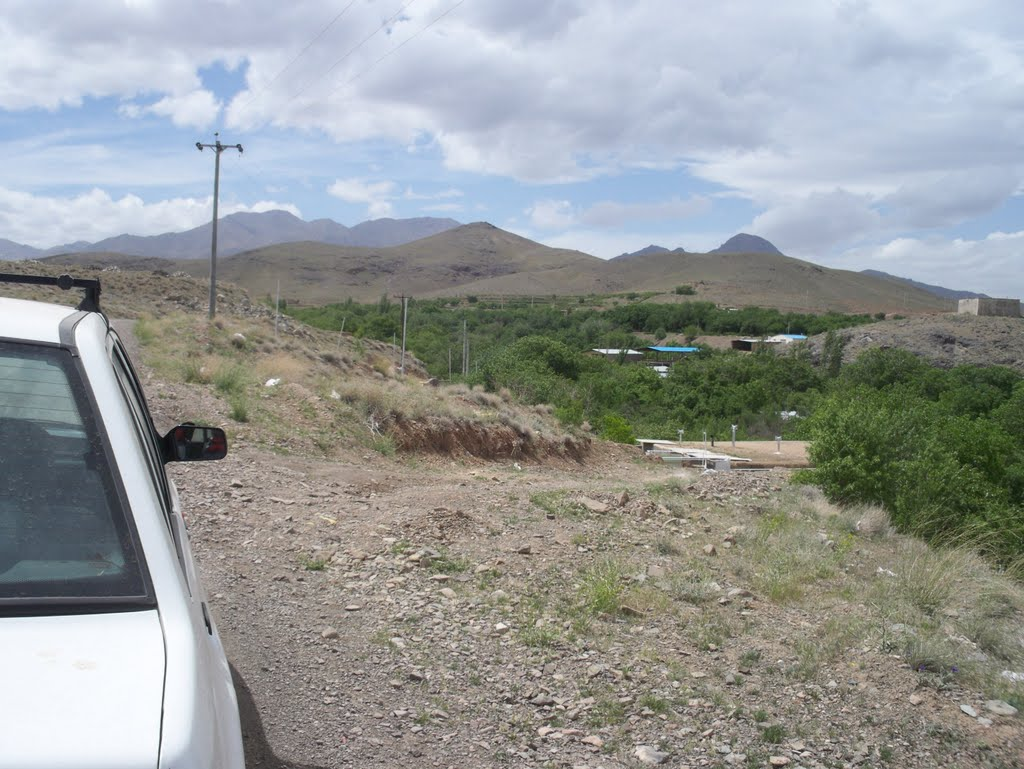
منظره کوه قوقو در غرب وشنوه و شمال شرقی ون
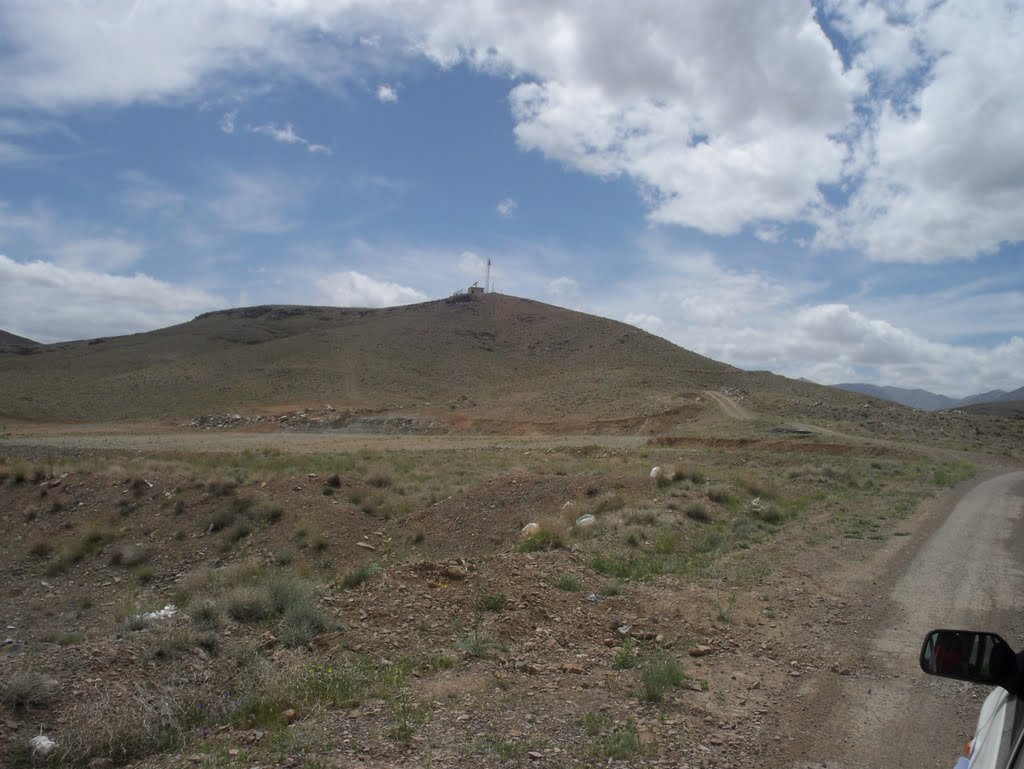
زمین فوتبال و دکل تلویزیونی سار
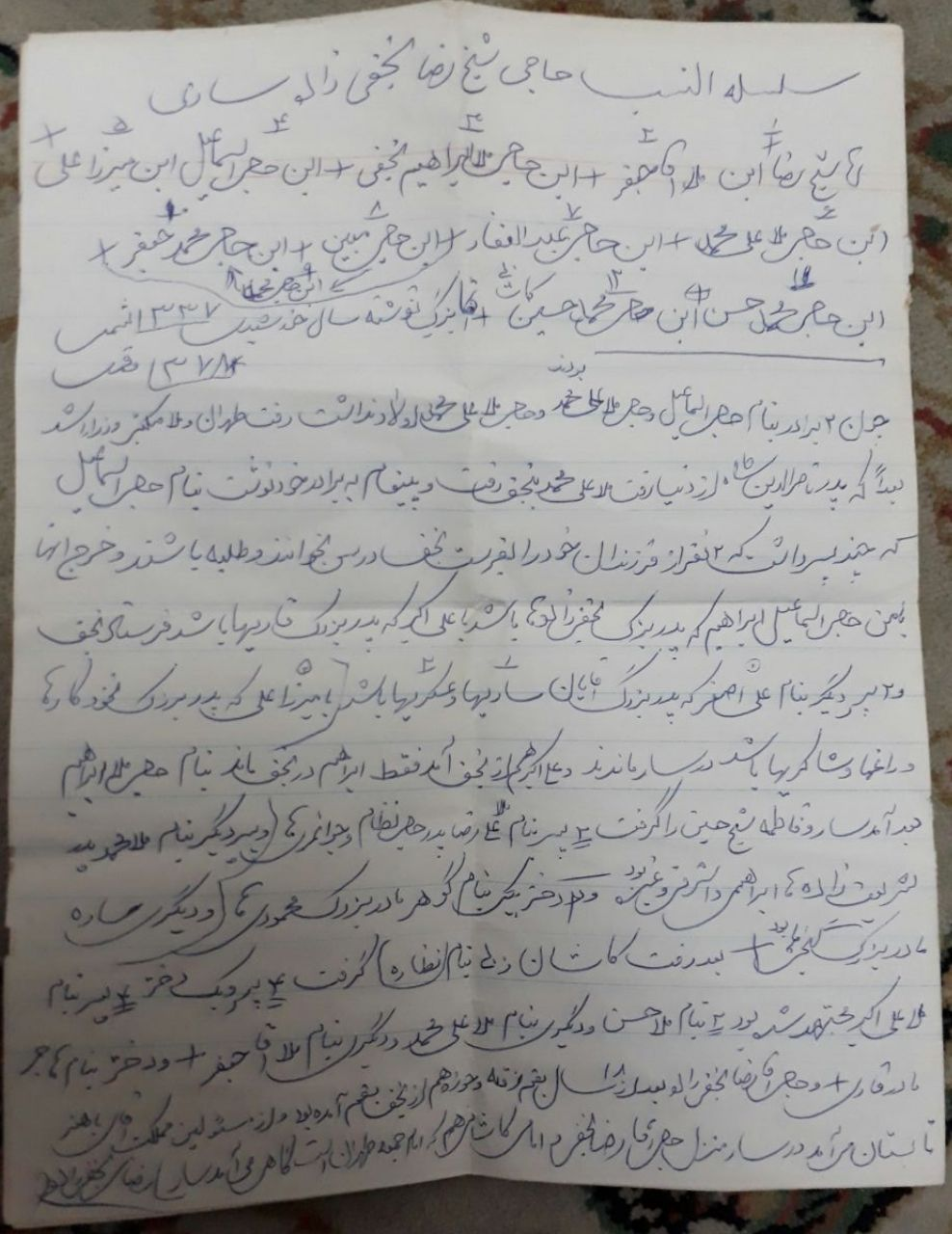
دستخط حاج شیخ رضا بنقل از پدرش در مورد تاریخ علمای سار
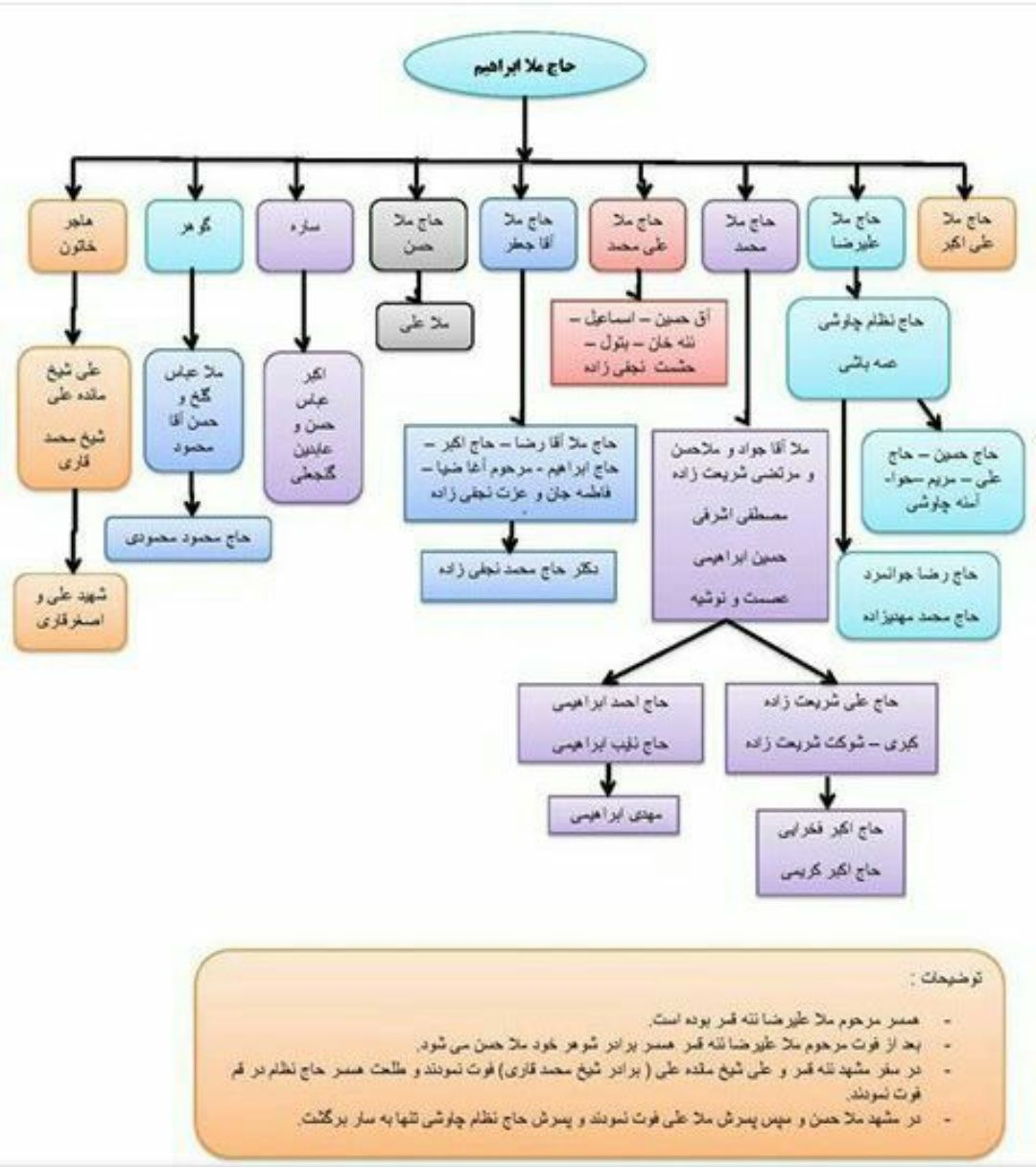
تبارشناسی خانواده‌ها در سار
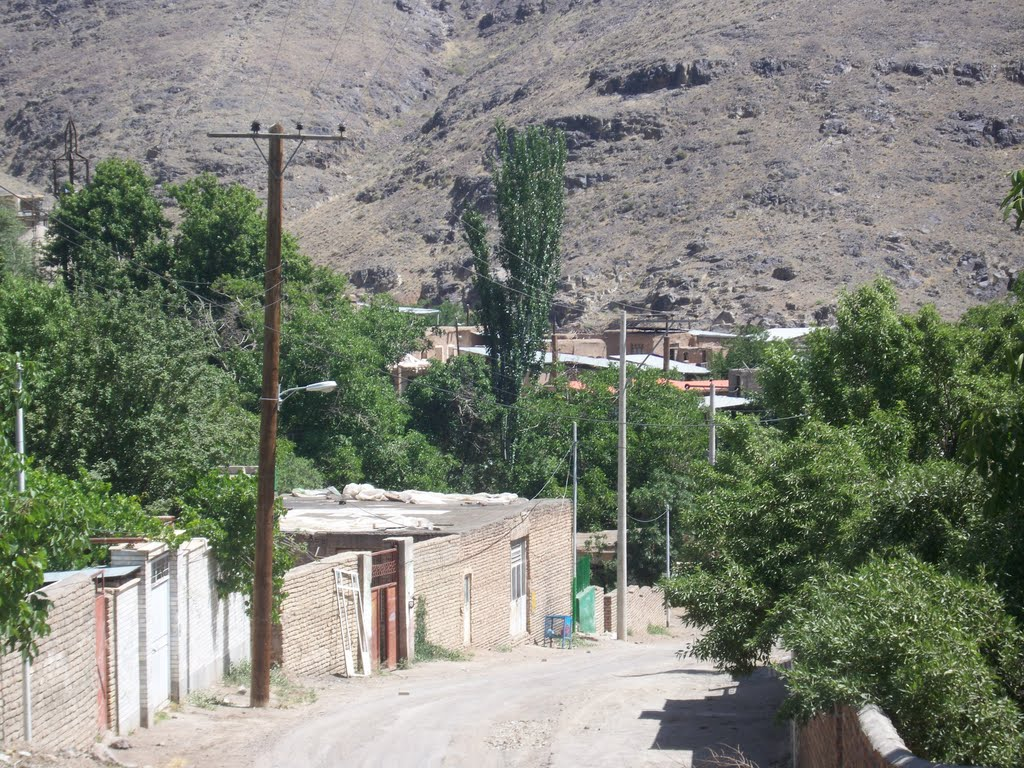
ورودی سار
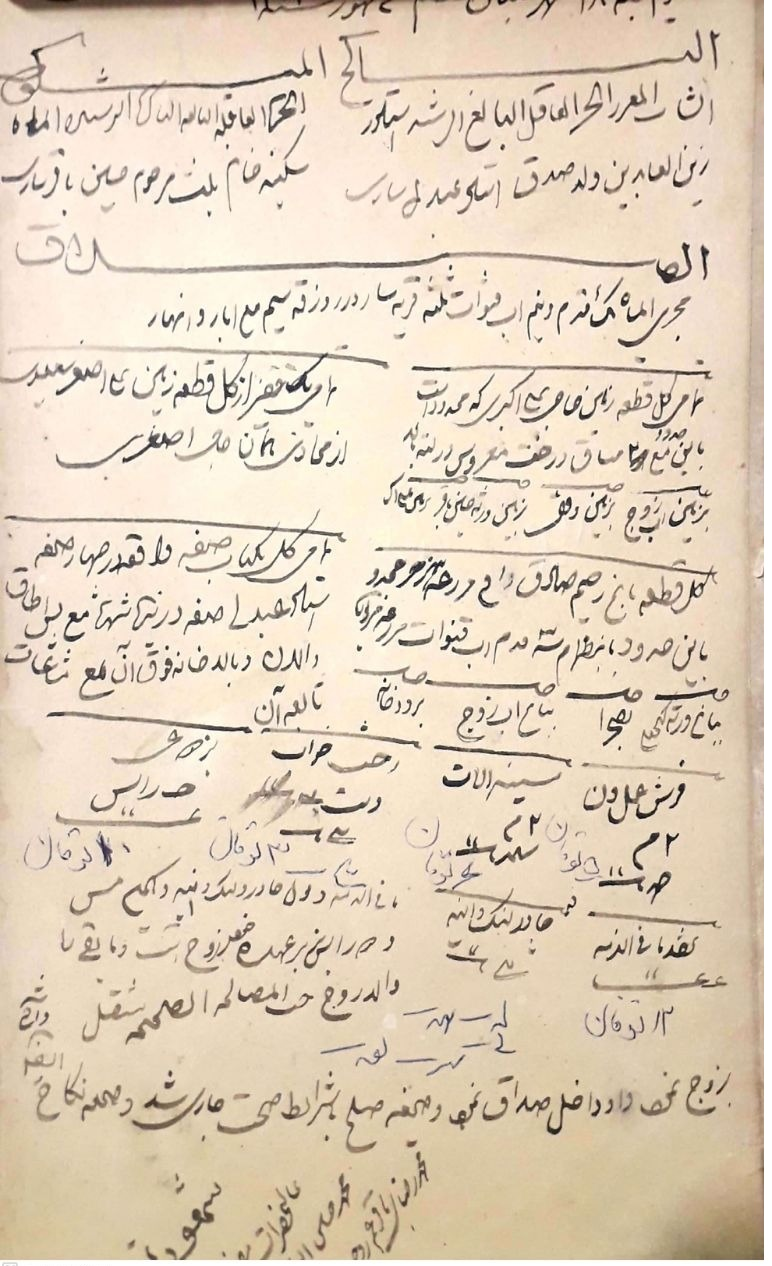
نمونه عقدنامه در ۱۲۰ سال قبل
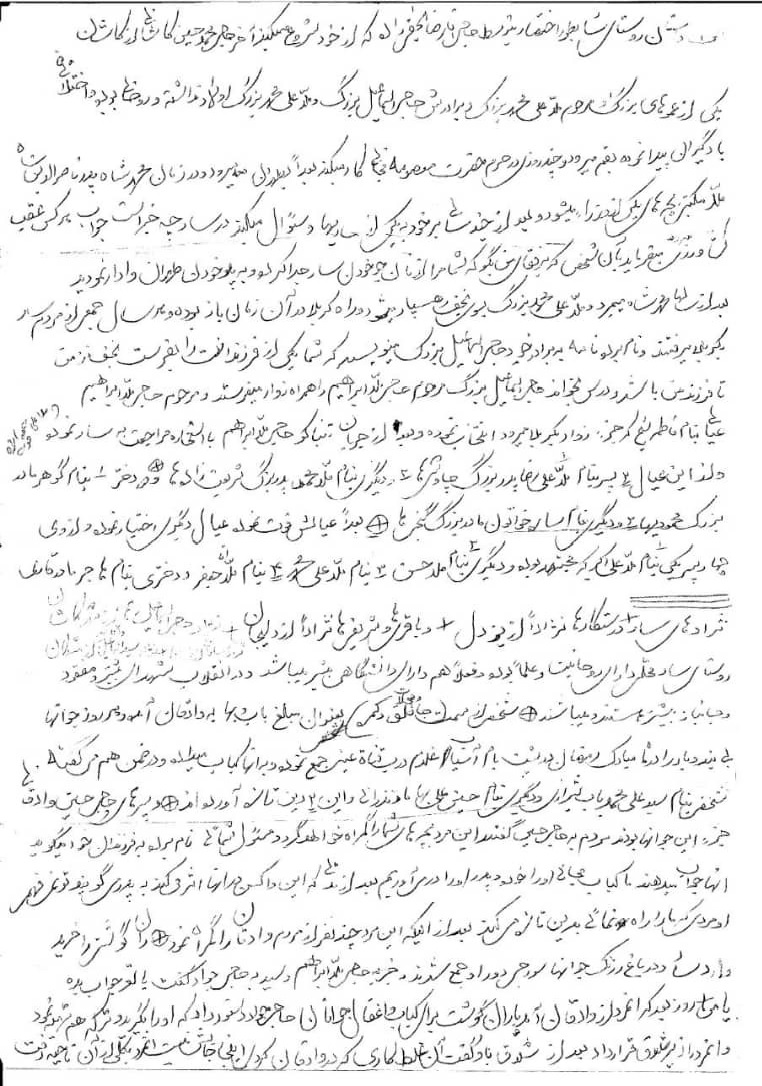
روایت تاریخ غلوم در سار
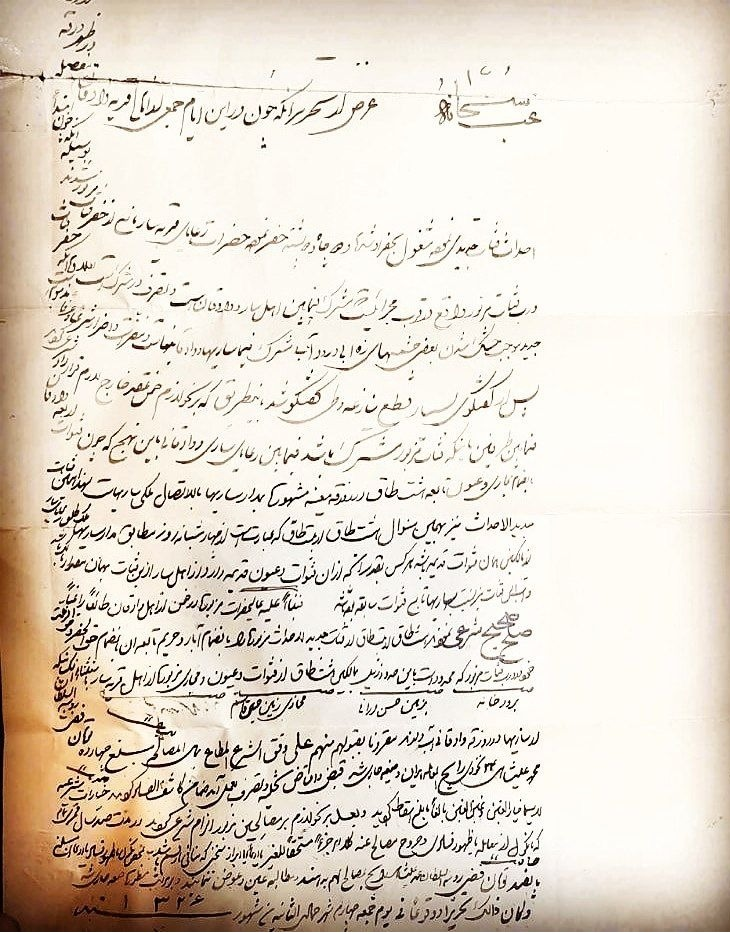
دعاوی رعایای سار  و وادقان بر سر قنات